# Береговая охрана Великобритании

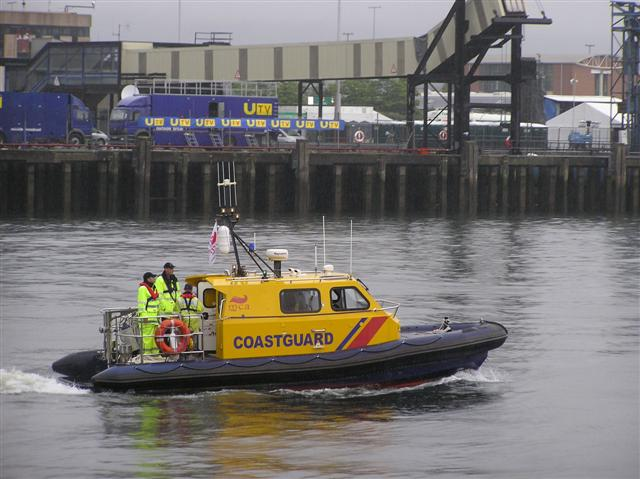
Катер береговой охраны в порту Белфаста

Береговая охрана его Величества (англ. His Majesty's Coastguard, HMCG) — государственная служба Великобритании, входящая в настоящее время в Агентство по морским делам и береговой охране (MCA). В настоящее время береговая охрана отвечает лишь за спасательные операции на море, контроль судоходства и борьбу с загрязнением вод, а за охрану морских границ Великобритании отвечает Пограничная служба Великобритании.

## История
Береговая охрана Великобритании была создана в 1822 году путем объединения трех ранее существовавших служб, созданных для предотвращения контрабанды: крейсеров службы доходов (Revenue Cruisers), конных патрульных (Riding Officers) и профилактической водной охраны (Preventive Water Guard).

## Настоящее время
Береговая охрана, совместно с Королевским национальным обществом спасания на водах (англ. RNLI) занимается спасением жизней на побережье Великобритании и в море, а также координирует спасение тех, кто терпит бедствие в международных водах. Для этого у неё имеются суда, вертолёты и обученные береговые команды волонтёров-спасателей. Она также занимается контролем движения судов у побережья Великобритании и борется с загрязнением вод.